# Gegenbach (Breitenberg)
Gegenbach ist ein Gemeindeteil der Gemeinde Breitenberg und eine Gemarkung im niederbayerischen Landkreis Passau.
Das Dorf liegt etwa drei Kilometer westlich von Breitenberg. Der namensgebende Gegenbach markiert im Osten die Grenze zwischen den Gemarkungen Gegenbach und Breitenberg, die ehemalige Gemeindegrenze von Gegenbach.

## Geschichte
Der Ort im Amt Jandelsbrunn des Landgerichtes Jandelsbrunn im ehemaligen Hochstift Passau fiel bei der Säkularisation 1803 mit dem größten Teil des hochstiftischen Gebietes an Erzherzog Ferdinand von Toskana und kam erst 1805 an Bayern. Im Zuge der Verwaltungsreformen in Bayern entstand mit dem Gemeindeedikt von 1818 die Gemeinde Gegenbach. Sie umfasste neben Gegenbach und dem Gemeindesitz Rastbüchl die Orte Burgstallberg, Hirschenberg und Ungarsteig. Am 1. Januar 1971 wurde die Nachbargemeinde Schönberg nach Breitenberg eingegliedert. Am 1. April 1971 kam Gollnerberg hinzu. Gegenbach folgte am 1. Januar 1972.